# 本頓鎮區 (密蘇里州諾克斯縣)
本頓鎮區（英語：Benton Township）是位於美國密蘇里州諾克斯縣的一個行政鎮區。

## 地方資料
本頓鎮區的面積為94.64平方千米，當中陸地面積為94.00平方千米，而水域面積為0.64平方千米。根據2020年美國人口普查的數據，當地共有人口182人，而人口密度為每平方千米1.92人。